# Юнха
Го Юнха (кор. 고윤하, яп. ユンナ; мононимно известна как Юнха; род. 29 апреля 1988 года в Сеуле) — южнокорейская певица, автор песен и продюсер. Её дебют в Японии состоялся с синглом «Yubikiri» 1 сентября 2004 года, где будучи популярной Юнха получила прозвище «Комета Орикона». Через два года дебютировала в Республике Корея с мини-альбомом The Perfect Day to Say I Love You.

## Биография
Росла в семье меломанов. С 4 лет играет на пианино. С детства сильно увлекалась японскими телевизионными сериалами, это привело её к изучению японского языка. Позже проявился сильный интерес к японской музыке. Первой любимой японской группой стала X Japan, также Юнха увлекалась творчеством таких певиц как Хикару Утада и Мисаки Ито.
Под воздействием своих родителей Юнха стала участвовать в различных корейских музыкальных пробах. Однако ей очень не везло, везде, где она участвовала, её не брали по причине того что «не подходит по статусу поп идола». Но девушка не сдавалась, её все-таки заметили на пробах в Stam Entertaiment. Её заметила одна из японских музыкальных компаний и предложили записать альбом. После этого у Юнхи начался тяжелый период из-за того, что ей пришлось разрываться между Японией и Кореей чтобы записать свой дебютный альбом в этих странах. Жизнь вернулась в нормальное русло, после записи дебютного альбома и сингла в Японии и Корее. Тогда её популярность начала возрастать. В 2007 поступила в университет иностранных языков Хангук, который окончила в 2011 (филолог японского). Юнха выпустила много песен и альбомов, популярных в Японии и Корее. В 2011 году её пригласили работать диджеем на радио MBC "Starry Night", в апреле того же года она подала в суд на своё агентство LionMedia с просьбой расторгнуть её контракт с этой компанией по причине его несправедливых условий.

## Карьера актрисы и ведущей
Кроме музыкальной карьеры Юнха показала себя как актриса в японских фильмах "Ангел спустился днем" или "День падших ангелов" (2005), "В это воскресенье" (2009). Кроме того, она сыграла роль в корейском фильме "Suspicious Customers" (2011), фильм стал для девушки немного автобиографичным, так как она играла певицу-стажерку, вечно терпящую неудачи на прослушиваниях. Ещё Юнха можно увидеть в корейском проекте "Юнха едет в Японию" (2010) из 6 эпизодов, в котором Юнха выступает в качестве ведущей.
В августе 2012 Юнха отправится в Канаду, где станет ведущей для нового шоу "Knocking on Canada by YounHa"

## Дискография
| Корейские альбомы Студийные альбомы The Perfect Day To Say I Love You (2007) Comet (2007) Someday (2008) Peace, Love & Ice Cream (2009) Growing Season (2009) Supersonic (2012) RescuE (2017) End Theory (2021) Growth Theory (2024) Переизданные альбомы End Theory: Final Edition (2022) Growth Theory: Final Edition (2024) Концертные альбомы Mindset (2023) | Японские альбомы Студийные альбомы Go! Younha (2005) Hitotsu Sora no Shita (2010) People (2014) View (2015) |  |